# Hrabstwo Augusta-Margaret River
Hrabstwo Augusta-Margaret River (Shire of Augusta-Margaret River) – obszar samorządu lokalnego w południowo-zachodniej części stanu Australia Zachodnia. U jego wybrzeży przebiega granica między Oceanem Indyjskim a Oceanem Południowym. Zajmuje powierzchnię 2242,6 km² i liczy 10 353 mieszkańców (2006). Ośrodkiem administracyjnym jest Margaret River. 
Władzę ustawodawczą w hrabstwie sprawuje jego rada, złożona z siedmiu członków. Rada powołuje spoza swego grona dyrektora generalnego hrabstwa, który stoi na czele korpusu urzędniczego.